# Cartonería

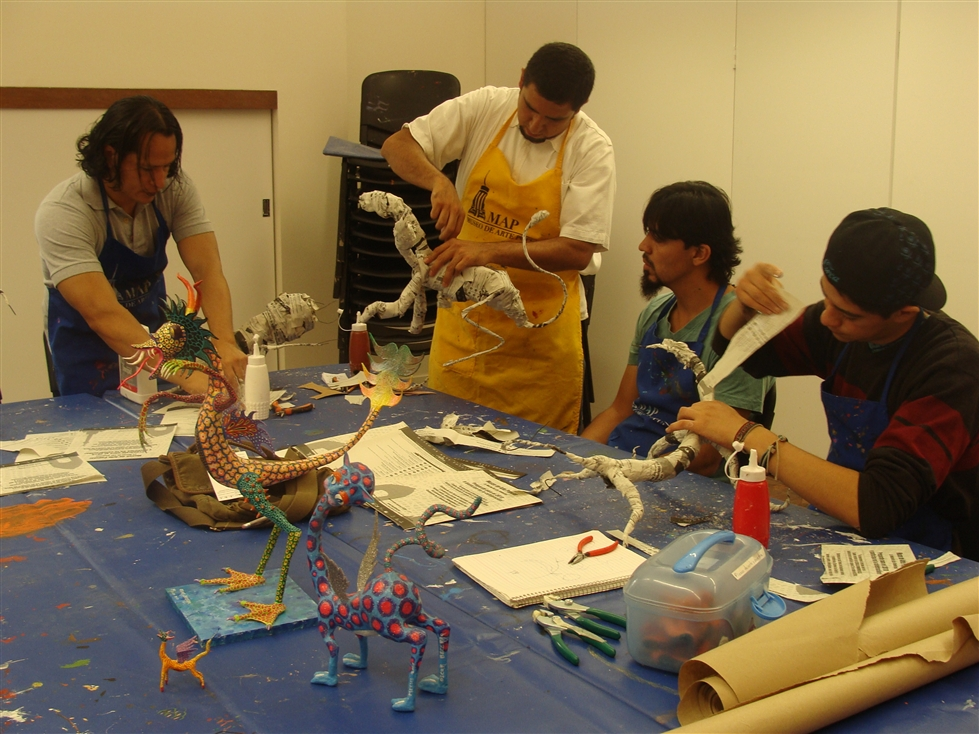
Un atelier cartonería au Museo de Arte Popular de Mexico, faisant un alebrije.

La cartonería ou sculpture en papier mâché est un artisanat traditionnel au Mexique. Les œuvres en papier mâché sont aussi appelées « carton piedra » pour la rigidité du produit final. Ces sculptures sont généralement réalisées aujourd'hui à l'occasion de certaines fêtes annuelles, notamment la Semaine Sainte et divers objets décoratifs pour le Jour des morts. Mais il y a aussi des piñatas, des mojigangas (es), des masques, des poupées et bien d'autres choses encore faites pour diverses autres occasions.
Il existe également un marché important pour les collectionneurs. Le papier mâché est introduit au Mexique pendant la période coloniale, à l'origine pour la fabrication d'articles d'église. Depuis lors, l'artisanat s'est développé, en particulier dans le centre du Mexique. Au XXe siècle, la création d'œuvres des artisans mexicains Pedro Linares et Carmen Caballo Sevilla est reconnue comme œuvre d'art par des mécènes tels que Diego Rivera. L'artisanat devient moins populaire auprès des générations plus récentes, mais divers gouvernements et institutions culturelles s'efforcent de le préserver.

## Histoire

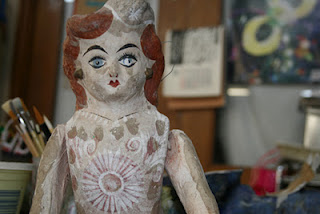
Poupée en cartonería de la seconde moitié du XXe siècle.

La cartonería, la fabrication de sculptures tridimensionnelles en papier mâché, s'inscrit dans la tradition mexicaine de l'artisanat du papier. Le papier est développé dans la région à l'époque méso-américaine en utilisant l'écorce d'un figuier appelé amate (en) ou les fibres du maguey. Les Espagnols interdisent sa production après la Conquête, en raison de son utilisation dans les rites religieux, préconisant l'utilisation de papier produit en Europe et en Asie. Cependant, l'interdiction n'est jamais complète et la production de papier amate se poursuit, surtout dans certaines parties des états de Puebla et de Veracruz.
Une sorte de « proto-cartonería » est réalisée au début de la période coloniale. À cette époque, des couches de papier sont apposées à l'aide de colle animale pour faire des versions d'icônes religieuses destinées à être utilisées dans les processions.
Le papier mâché moderne est introduit au Mexique vers le XVIIe siècle comme moyen de fabriquer des objets pour les églises, dont l'usage s'est le plus développé dans le centre du Mexique,. À Celaya, la création de ces figurines devient un métier, à l'instar du travail du métal et de la poterie, où certaines familles dominent. Depuis cette époque, cette technique est utilisée pour fabriquer une grande variété d'objets à la fois pour les rituels, les festivals et la décoration, principalement par les communautés indigènes et métisses les plus pauvres. Le papier et le carton utilisés sont principalement des vieux papiers, comme les vieux journaux et les boîtes, avec des éléments décoratifs, comme le papier crêpe qui est nouveau,. La plupart des formes sont créées avec des moules, puis peintes avec des acryliques.
La majeure partie de la production depuis l'époque coloniale suit le calendrier annuel des événements religieux et civiques. Aujourd'hui, il s'agit de chevaux à roues pour l'Épiphanie, de Judas Iscariote à brûler pour le Samedi Saint, de perroquets pour mai et de clowns pour juin. Pour la fête de Jean l'Évangéliste, les personnages traditionnels comprennent des poneys, des clowns et des poupées aux jambes et aux bras mobiles. Pour le Jour de l'Indépendance en septembre, les objets comprennent des casques et des épées, ainsi que des images d'aigles et du Père Hidalgo. Le Jour des morts produit des personnages tels que des squelettes qui dansent lorsqu'ils sont suspendus au bout d'une ficelle, des crânes et des cercueils, Noël produisant des crèches et des piñatas traditionnelles à pointes,. La production annuelle comprend des piñatas pour fêtes d'anniversaire, qui représentent généralement des personnages de la culture populaire ainsi que des mojigangas (es), des masques, des alebrijas et des poupées. Il existe également un marché important pour les objets créés pour les collectionneurs.

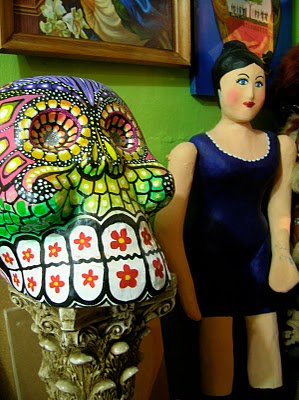
Poupée et crâne décoré en cartonería.

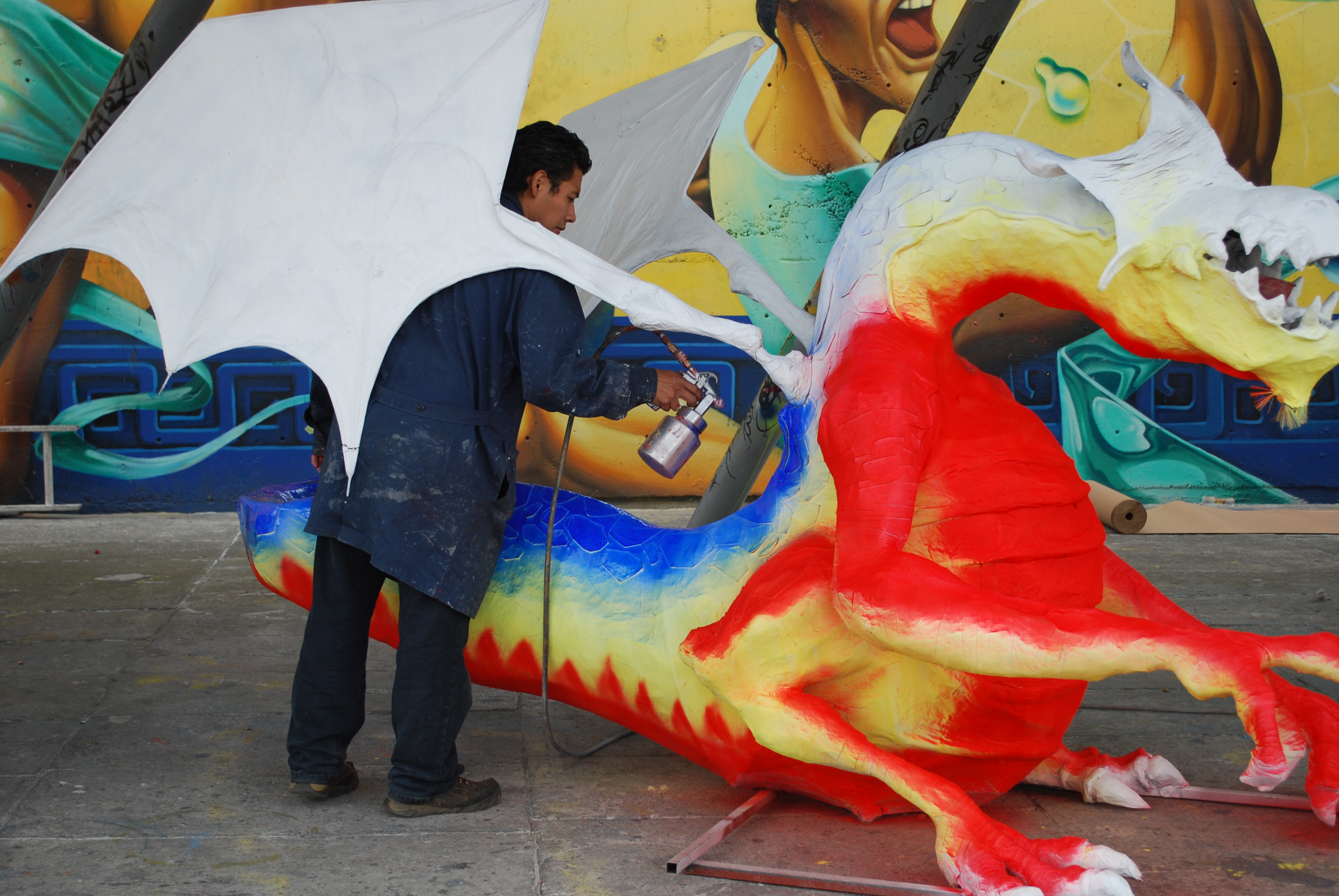
Alebrije géant en train d'être peint à la à Mexico.

La ville de Mexico possède la production de carton la plus connue, avec des marchés tels que La Merced (en), la Jamaica (en) et Sonora (en) pour sa vente. Celaya est connue pour sa production de jouets et masques en carton et en papier mâché, qui commence en janvier et février à temps pour le carnaval. Les jouets comprennent des casques prussiens, des épées et des poupées dont les bras et les jambes sont mobiles et qui portent souvent le nom de l'enfant peint sur la poitrine. Les masques représentent des clowns, des diables, des chèvres, des sorcières, des personnes âgées, des sultans, des singes et de belles femmes. Ils sont formés à l'aide de moules en argile, en bois ou en plâtre, puis décorés avec de la peinture et d'autres matériaux pour créer des détails tels que des moustaches. La population indigène Cora des communautés de Jesús María, El Nayar et Santa Teresa de Nayarit crée des masques en papier mâché pour la Semaine Sainte, souvent pour représenter les Pharisiens. Ceux-ci sont généralement placés dans la rivière le Samedi Saint pour se dissoudre comme un acte de purification.
Le travail de la cartonería est stimulé par le travail d'artisans du XXe siècle comme Pedro Linares et Carmen Caballero Sevilla, qui créent des œuvres plus artistiques, réinventant les formes traditionnelles et en créant de nouvelles. Ceux-ci ont attiré l'attention d'artistes tels que Diego Rivera et des universitaires, créant ainsi un nouveau marché lié aux collectionneurs,. La famille Linares reste internationalement connue pour ses créations et forme d'autres artistes comme Ruben Guzman à Oakland, en Californie. Malgré son importance historique, moins de jeunes générations se consacrent à l'artisanat, car plusieurs des régions connues pour cela, comme Mexico et Celaya, continuent à s'urbaniser. Pour contrer ce phénomène, des centres culturels et des institutions telles que la CONACULTA organisent des ateliers et sponsorisent des événements tels que des concours pour assurer la viabilité de l'artisanat,. La paroisse de San Pedro Apostol à Tepotzotlán organise un événement annuel consacré à la promotion de la cartonería auprès des jeunes en préparation de la Journée des morts. « Creaturas de Papel », dirigée par Nancy Chávez et Gabriel Granados, est un atelier de cartonería à Tepotzotlan. Son travail est présenté dans des lieux tels que le Centro Cultural Mexiquense de Toluca et au Festival de las Almas à Valle de Bravo.
Alors que les figurines en carton comme les piñatas, les alebrijes et les squelettes sont bien connues, un type de figure, la poupée ne maintient pas autant sa popularité. Le projet Miss Lupita est fondé par l'artiste Carolina Esparragoza de Mexico pour sauver et promouvoir la fabrication de poupées en carton ainsi que d'autres figurines telles que des personnages de lucha libre, des sirènes et même des personnages de Godzilla. Le projet implique un certain nombre d'artisans mexicains qui fabriquent, promeuvent et donnent des ateliers sur la fabrication de ces figurines de poupées. En 2011, Esparragoza se rende au Japon pour donner des ateliers et exposer des figurines réalisées en relation avec le projet à la Sokei Academy et à la Sagio Plaza Gallery à Tokyo.

## Piñatas

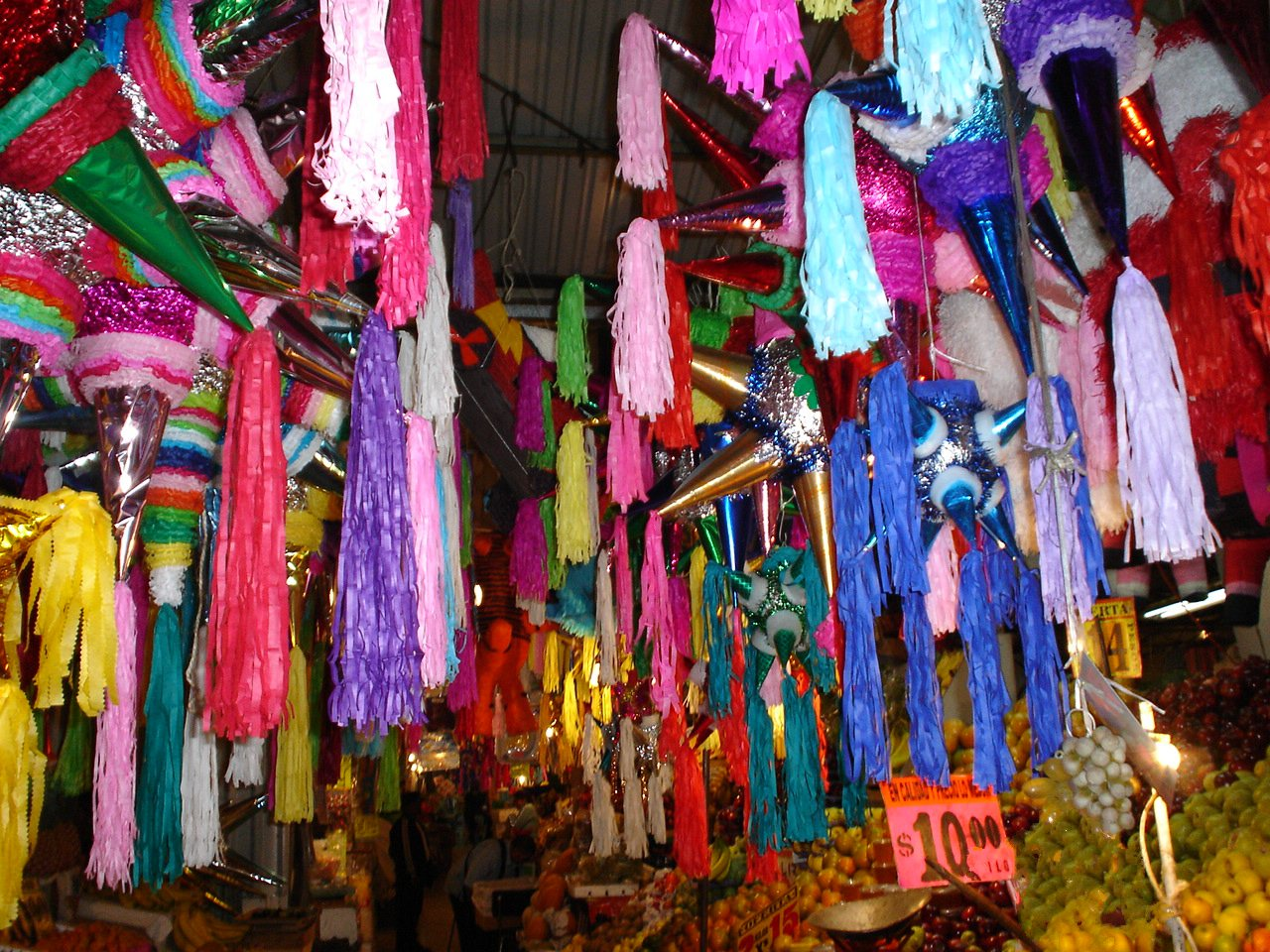
Piñatas hanging in a traditional Mexican market

Bien que les piñatas se trouvent dans les fêtes toute l'année, elles sont plus traditionnelles pour la période de Noël, en particulier pendant les semaines précédant la célébration des posadas. Ces dernières reproduisent la recherche de Joseph et de Marie d'un endroit où
rester avant de donner naissance à Jésus. La piñata est arrivée au Mexique en provenance d'Europe pendant la période coloniale, bien que la pratique de casser un contenant avec des sucreries à l'intérieur soit originaire d'Asie. Au Mexique, la tradition est celle d'un vieux pot avec des décorations de fruits de saison, des bonbons et d'autres prix pour les enfants, ces enfants se relayant pour essayer de casser les piñatas les yeux bandés. Aujourd'hui, la plupart sont fabriquées en carton et décorées avec du papier crêpé et d'autres articles. La forme la plus traditionnelle est celle d'une étoile à cinq à neuf points. Cependant, pour d'autres occasions, comme les anniversaires, les piñatas ont souvent la forme d'animaux, de clowns et de personnages de la culture populaire.

## Bûcher de Judas
L'une des traditions les plus importantes associées à la cartonería au Mexique est celle du brûlage de Judas le Samedi Saint,, qui commence pendant la période coloniale, avec deux origines possibles. Le premier dit qu'il vient avec les Espagnols, plus

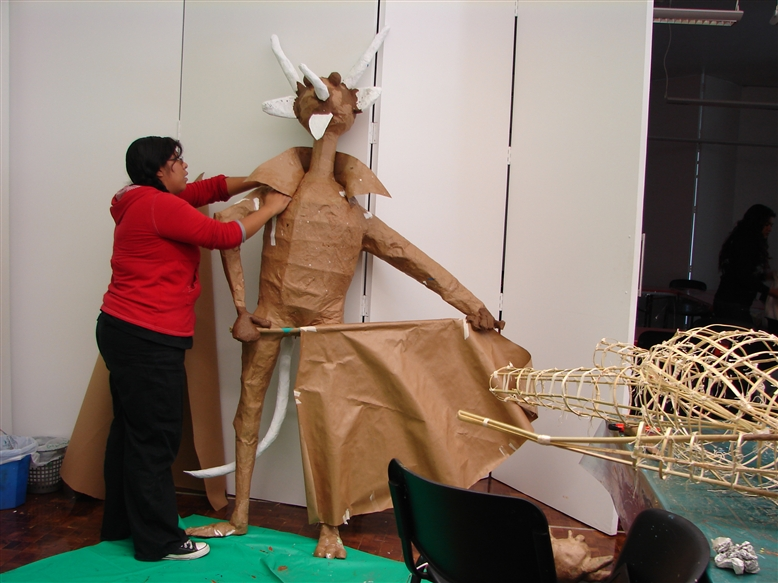
Judas figure in progress

spécifiquement par les frères franciscains à des fins d'évangélisation. La seconde dit qu'il s'agit d'une parodie des exécutions de l'Inquisition, avec des poupées en carton données aux enfants comme représentant des hérétiques,. Les Judas sont des figures creuses en carton et en papier mâché qui sont généralement plus grandes que nature et peuvent atteindre trois ou quatre mètres de haut. Ils ont généralement un cadre en osier, peint en couleurs vives avec des feux d'artifice attachés à différentes parties du corps. Celles-ci sont destinées à brûler la figure et à exprimer la colère envers Judas Iscariote pour sa trahison de Jésus il y a plus de deux mille ans. Cependant, ces chiffres ne sont pas censés être historiquement exacts car ils sont destinés à représenter Judas après la trahison,. Ils prennent souvent la forme d'un humain/diable déformé mais d'autres images de la culture apparaissent également. Depuis le début de la période coloniale, on prend des thèmes politiques, à commencer par des images de soldats et vice-rois espagnols, puis de dirigeants comme Antonio López de Santa Anna et Maximilien 1er,. Cependant, toutes les figures de Judas ne représentent pas des personnes détestées, mais aussi celles qui sont aimées comme les figures mythologiques, celles de l'histoire et des artistes. On peut aussi les trouver dans des formes de la culture populaire comme les charros, les clowns, les catrinas et même des personnages célèbres comme Cantinflas. À l'origine, les personnages de Judas sont relativement petits et faits en divers matériaux, comme ceux de l'Europe. Au fil du temps, ils sont fabriquées presque exclusivement en cartonería dont les dimensions peuvent atteindre onze mètres de haut.
Il y a un artisan notable des figurines de Judas, Carmen Caballero Sevillas à Mexico. Elle crée d'abord et vend ses œuvres au marché Abelardo Rodriguez (en) lorsque Diego Rivera la découvre et l'invite à travailler dans son atelier. Son travail se retrouve non seulement dans les peintures de Rivera mais aussi dans celles de Rufino Tamayo. Ses œuvres d'aujourd'hui sont exposées au Museo Casa Estudio Diego Rivera y Frida Kahlo (es) à Mexico, avec des expositions temporaires comme l'exposition 2009 de ses œuvres au Museo Nacional de Culturas Populares (en).
Les effigies de Judas sont encore produites et brûlées dans des endroits tels que Mexico, Celaya, Toluca, Atlacomulco et Ciudad Nezahualcoyotl. Cependant, la tradition de brûler ces effigies, ainsi que les nombreux pétards qui sont sur elles, diminue depuis le milieu du XXe siècle, en raison des restrictions sur les explosifs. Cela a pour effet de mettre de nombreux artisans cartonniers en faillite et les travaux du Jour des Morts sont les deux principales saisons de l'artisanat,.

## Mojigangas
Semblables à ceux utilisés dans les festivals traditionnels de certaines régions d'Europe et d'Asie, les mojigangas (es) sont des figurines géantes en papier mâché portées par des danseurs, que l'on retrouve au Mexique. Comme les effigies de Judas, elles sont creuses avec des cadres en osier recouverts de papier mâché puis peints et décorés. Elles ont des têtes surdimensionnées et de petits corps qui sont souvent des diables, des anges ou des figures masculines/féminines. Un des mojigangas les plus connus au Mexique est celui qui est dans le défilé d'ouverture du festival Guelaguetza (en) à Oaxaca.

## Toritos
Les toritos (petits taureaux) sont des cadres en bois ou en osier avec du papier mâché construit en forme de taureau avec de hautes tours sur son dos. Ces tours abritent une quantité de feux d'artifice. Pendant les festivals, cette figurine de taureau est portée par une ou plusieurs personnes et les feux d'artifice sont déclenchés. Les régions où cette tradition est forte comprennent Cuetzalan (en) dans le nord de l'état de Puebla et San Miguel de Allende, dans l'état de Guanajuato.

## Jour des morts

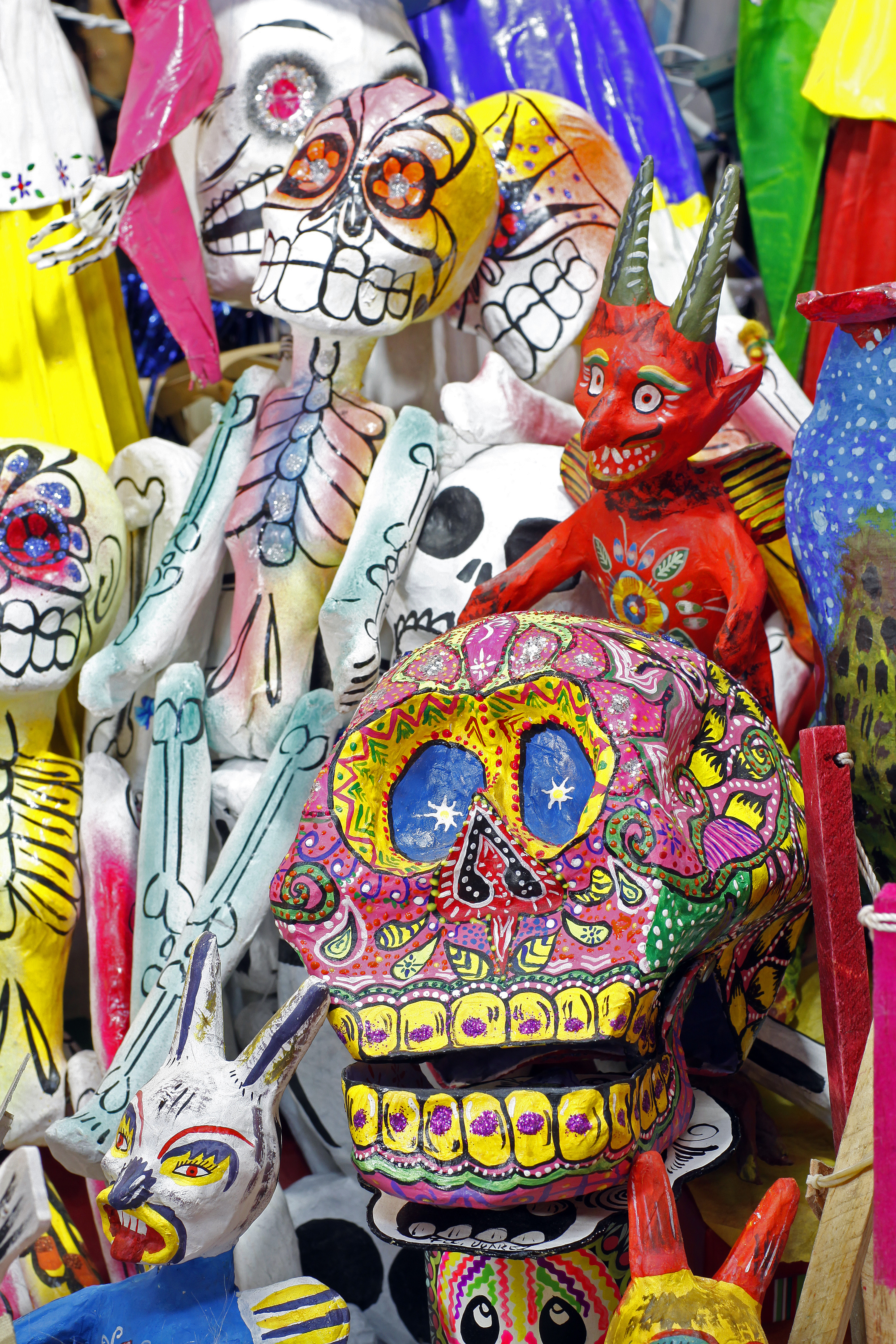
Crânes et squelettes pour le jour des morts sur un marché de Guanajuato.

Le Jour des morts crée une forte demande pour diverses œuvres en papier, surtout pour orner les autels des membres de la famille et d'autres personnes décédées. Les marchés traditionnels se remplissent de divers types de décorations pour la fête, surtout des
bonbons, du papel picado et des figurines en carton.
L'une des figures majeures de la cartonería du Jour des Morts est La Catrina, une femme squelettique vêtue de parures de la fin du XIXe siècle. Elle est la création de José Guadalupe Posada. À Aguascalientes, un groupe de jeunes appelés Juventud Tultepec crée une effigie de Catrina géante de cartonería de quinze mètres de haut. Elle est créée pour le XVIIe Festival de Calaveras en l'honneur de Posada. À Oaxaca et dans l'État de Mexico, les « entierritos » (petits cimetières enterrés) sont de petites figurines de moines, souvent en papier à tête de pois chiches. Celles-ci sont placés dans de petits cercueils en carton. D'autres figurines similaires incluent des cercueils en carton avec un crâne qui s'élève lorsqu'on tire une ficelle. À Celaya, les masques crâniens de différentes formes et tailles sont populaires, de même que les figures squelettiques qui se déplacent comme une marionnette, souvent avec une guitare ou à cheval. La cartonería de la famille Linares de Mexico joue un rôle important dans le grand autel du Jour des morts au musée Dolores-Olmedo, qui est installé en hommage au nom du musée, à Diego Rivera et Frida Kahlo,. La chaîne de restaurants El Bajio parraine un autel géant de la Journée des morts dans son restaurant phare d'Azcapotzalco, qui présente une cartonería avec des représentations des différentes régions du pays.

## La famille Linares et les alebrijes
L'entreprise de cartonería la plus connue est celle de la famille Linares à Mexico, avec une réputation internationale pour des formes telles que des squelettes, des crânes, des figures de Judas et des créatures fantastiques appelées alebrijes,. La renommée de la famille commence avec Pedro Linares qui crée les figurines de cartonería comme métier saisonnier. Avant 1950, Il se met à inventer des figurines plus créatives dont l'alebrije. L'inventivité du travail lui permet non seulement de vendre ses produits sur les marchés traditionnels, mais il commence aussi à les vendre au monument de l'Ange de l'Indépendance dans le quartier à la mode de Zona Rosa, ce qui lui vaut le patronage des artistes et des universitaires. Cela permet à l'entreprise familiale de survivre à l'interdiction quasi totale des figures de Judas qui se produit dans la ville après l'explosion d'un entrepôt en 1957. La renommée de l'œuvre de Linares prend une dimension internationale à la suite des Jeux olympiques de Mexico en 1968, lorsque Dolores Olmedo (en) les engage pour créer des effigies de squelette grandeur nature des athlètes olympiques. Bien que de telles figures animées soient courantes pour le Jour des Morts, c'est la première fois que cela se fait à grande échelle, ce qui conduit à ce que leur travail soit recherché par des musées et autres aux États-Unis et en Europe. En 1990, Pedro Linares reçoit le distingué Premio Nacional de Ciencias y Artes du gouvernement mexicain.
Malgré la question de savoir si la tradition va se perpétuer dans la génération suivante, non seulement les trois fils de Pedro Linares se consacrent à plein temps à l'artisanat, mais trois petits-fils sont également impliqués dans l'entreprise familiale et apportent leurs

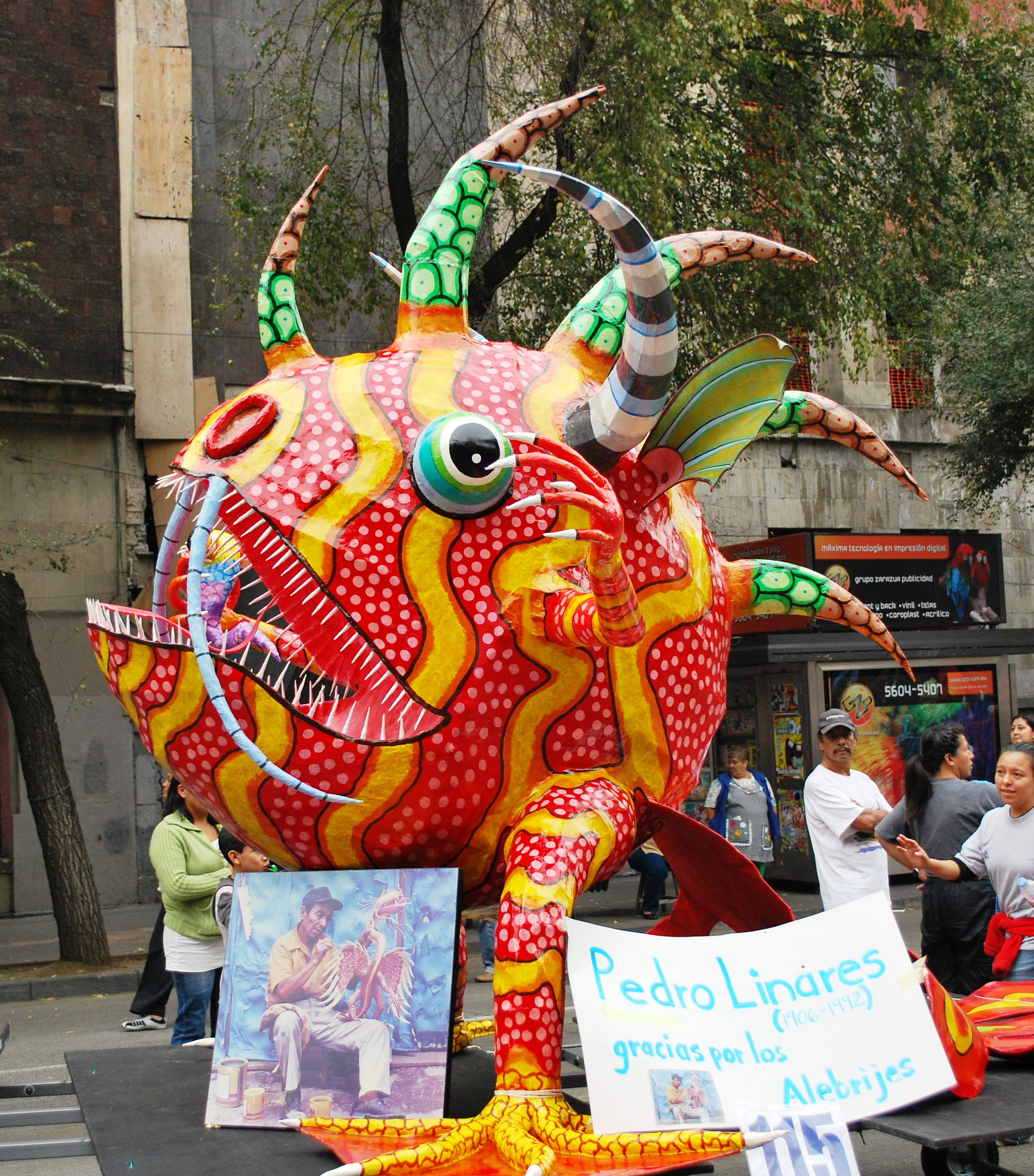
Entrée au Défilé annuel des alebrijes de Mexico, dédiée à Pedro Linares

propres innovations, comme des squelettes représentant des prostituées, des toxicomanes et des sportifs. Pour le Jour des morts en 1986, Felipe Linares est chargé de commémorer le séisme survenu à Mexico en 1985. Il en résulte « La Muerte Tembloroso » (La Mort par tremblements) avec plus de cinquante squelettes grandeur nature pour représenter des incidents clés avec des personnages tels que pompiers, victimes sous les décombres, blessés, soldats et même un pillard avec un poste de télévision. Une figure commémore une personne connue sous le nom de « El Pulga » (la puce), un sauveteur maigrichon connu pour aller dans de petits espaces sous des bâtiments effondrés. Le travail est controversé à l'époque, mais il sert aussi à recueillir des fonds pour les victimes en Europe,. Elle continue à travailler dans divers espaces, tous situés à quelques pâtés de maisons derrière le marché Sonora (en) à Mexico. L'entreprise repose fortement sur un système d'apprentissage pour permettre un langage visuel commun. Cela permet aux différents membres de la famille de travailler sur des parties d'une commande à grande échelle mais pour que toutes les pièces s'emboîtent à la fin. La famille travaille collectivement pour produire non seulement des commandes individuelles, mais aussi des œuvres majeures pour des institutions telles que « The Atomic Apocalypse » pièce créée pour le British Museum. Les œuvres de la famille sont également exposées au Centre Georges Pompidou à Paris, au British Museum, au Fowler Museum of Cultural History (en) à Los Angeles et à la Gallery of Modern Art à Glasgow.
Les deux thèmes les plus courants dans l'œuvre des Linares sont le squelette animé et l'alebrije. Tous deux sont basés sur les formes et les techniques utilisées pour faire des figurines de Judas et il y a des œuvres anciennes des familles de personnages humains de Judas avec des têtes et des ailes d'animaux. Selon la famille, Pedro Linares invente le concept d'alebrijes, alors qu'il est jeune et malade au lit avec une forte fièvre, rêvant d'eux et du nom. Malgré l'histoire, Pedro Linares lui-même admet que les créatures évoluent au cours de sa vie. Ces créatures sont souvent un composite de divers animaux réels et imaginaires peints de couleurs vives et de dessins sauvages. La création de ces créatures s'étend rapidement à Celaya, puis à l'État d'Oaxaca, où elles sont sculptées dans le bois plutôt que dans des produits en papier. On peut trouver des exemples de ces créatures dans divers musées au Mexique, dont le Museo Casa Estudio Diego Rivera y Frida Kahlo (es) ainsi que le Museo de Arte Popular à Mexico. Depuis leur invention, les alebrijes prennent des formes plus contemporaines avec des images de rock stars, de super-héros et autres. Daniel Barrera est un artiste cartonnier connu de Ciudad Nezahualcoyotl. Ses œuvres d'alebrije ont tendance à s'inspirer de la culture populaire, en particulier des groupes de rock comme Judas Priest ainsi que de la tradition alebrije. Cependant, la famille note qu'il y a un sérieux problème avec les autres artistes qui font passer leurs œuvres pour des œuvres de la famille Linares.
La saison de la Journée des morts est la plus occupée pour la famille Linares, l'intérêt pour les jours saints aux États-Unis et en Europe se traduisant par encore plus d'affaires pour l'entreprise. Leurs squelettes animés sont connus pour leur variété avec ceux qui dansent, montent sur des planches à roulettes et font un certain nombre d'occupations courantes passées et présentes comme le conducteur de tramway. Ils produisent des crânes en carton et en papier multicolores de différentes tailles bien que les plus courants mesurent environ 75 centimètres de hauteur. Ces crânes ont différents thèmes tels que Don Quichotte, des vendeurs de rue de différents types, des toreros et des personnages de la culture populaire. Ils en font également une version pour imiter les crânes en sucre créés pour le Jour des Morts, abondamment décorés de fleurs, d'oiseaux et d'autres objets. Leur travail se distingue par sa capacité à réinventer les thèmes classiques de la cartonería mexicaine.